# Партија комунистичке обнове
Партија комунистичке обнове (итал. Partito della Rifondazione Comunista, PRC-ПРК) познатија као Комунистичка обнова (итал. Rifondazione Comunista) или само "Обнова", је политичка странка италијанске левице, која је основана 1991. Обнова се афирмише као идеолошки наследник Италијанске комунистичке партије.
Са распадом великих традиционалних странака, Италија почиње нову фазу тзв Друге италијанске републике.
Вредности комунизма су сада у кризи, нарочито после пада Берлинског зида и залазком совјетског модела.
Зато линија Комунистичке обнове открива, такође, прекретницу ка новим идеалима Еврокомунизма и његовог идеолога и лидера КП Италије Енрикеа Берлингуера.

## Историја

### Прве године
1991. године "Пролетерска Демократија" припаја се ПРК-у и омогућава ширење партије као и релевантан изборни успјех на општим изборима 1992 када ПРК добија 6,05% гласова освајајући 35 посланика и 20 сенатора.

### Изборни догађаји 1990-их
На изборима 1994 ПРК улази у центро-левичарску коалицију "Напредњаци", који су се кандидовали као могућа алтернатива центро-десничарској коалицији коју води Силвио Берлускони.
Међутим "Напредњаци" губе изборе и Берлускони постаје премијер и формира нову владу, која ће ипак због неповерења Северне лиге пасти неколико месеци после. Нови избори су одржани 1996.
ПРК се не прикључује новој центро-левичарској коалицији L'Ulivo и приступа аутономно.Романо Проди лидер Ulivo-а побеђује изборе и постаје нови председник савјета министара.
ПРК одбија подршку новој влади и ради тога део посланика ће одлучити излазак из Обнове и формираће Покрет унитарних комуниста.
Годину дана касније Продијева влада ће пасти ради тога што ПРК није дала подршку али још један део посланика излази из Обнове ради неслања са секретаром Фаустом Бертинотијем и формира Партију италијанских комуниста (Partito dei Comunisti Italiani).
Поводом избора 2001 ПРК прави нови договор и омогућава својим кандидатима приступ коалицији L'Ulivo.

### Избори 2006
На изборима 2006 ПРК улази у новоосновану центро-левичарску коалицију L'Unione и осваја 5,8% гласова у Представничком дому и 41 посланика 7,4% гласова у Сенату и 27 сенатора. Фаусто Бертиноти изабран је за председника Представничког дома.

### Избори 2008
2008 пада друга Продијева влада и ПРК се придружује социјал-комунистичкој коалицији „Дуга Левице“ заједно са Партијом италијанских комуниста,Зеленим Италије и Демократском левицом уочи избора 2008.
Међутим резултат је катастрофалан нова коалиција осваја једва 3,1% и ниједно место у Парламенту.
Након тога партија улази у кризу и један од главних лидера Ники Вендола ће 2009 напустит ПРК и формират нову странку под именом Левица Екологија Слобода.
После пораза Обнова наставља пакт са Партијом италијанских комуниста и формира нову изборну листу: "Комунистичка антикапиталистичка листа" ипак не успева да пређе цензус од 4% и осваја 3,38% и ниједног европосланика.
Након европских избора 18. јула 2009 ПРК је ушла унутар коалиције "Федерација левице".
На парламентарним изборима 2013. ПРК ставља своје кандидате у листе коалиције Цивилна револуција, међутим и овај пут остаје без иједног посланика.